# Kajetanowo (województwo podlaskie)
Kajetanowo – osada w Polsce położona w województwie podlaskim, w powiecie łomżyńskim, w gminie Jedwabne.
Wierni kościoła rzymskokatolickiego należą do parafii św. Jakuba Apostoła w Jedwabnem.

## Historia
W czasach zaborów w granicach Imperium Rosyjskiego. W latach 1921–1939 wieś leżała w województwie białostockim, w powiecie kolneńskim, w gminie Jedwabne.
Według Powszechnego Spisu Ludności z 1921 roku zamieszkiwały tu 32 osób w 4 budynkach mieszkalnych.
W wyniku napaści ZSRR na Polskę we wrześniu 1939 miejscowość znalazła się pod okupacją sowiecką. 2 listopada została włączona do Białoruskiej SRR. 4 grudnia 1939 włączona do nowo utworzonego obwodu białostockiego. Od czerwca 1941 roku pod okupacją niemiecką. 22 lipca 1941 r. włączona w skład okręgu białostockiego III Rzeszy.
W okresie II Rzeczypospolitej miejscowość administracyjnie należała do województwa białostockiego i województwa warszawskiego (od 1939), w latach 1945–1975 ponownie do województwa białostockiego, a od 1975 do 1998 do województwa łomżyńskiego.
Od 17 października 1927 do 31 lipca 2011 Kajetanowo stanowiło część miasta Jedwabne.